# Southern Myanmar United Football Club
El Southern Myanmar United Football Club és un club de futbol birmà de la ciutat de Mawlamyaing.

## Palmarès
- sense títols destacats